# 江東区立第五大島小学校
江東区立第五大島小学校（こうとうくりつ だいごおおじましょうがっこう）は、東京都江東区大島にある公立小学校。通称は五大小（ごだいしょう）。

## 概要
江東区大島地区の東端にある小学校である。都道477号沿いにあり、都道477号の向こうには大島小松川公園が所在する。学区は、学校がある大島八丁目と、大島九丁目の1番から3番までとしている。
校歌は開校2年目の1960年に制定された。作詞は詩人の勝承夫、作曲は作曲家の平井康三郎が手掛けた。歌は3番まであり、2番は学校周辺を流れる小名木川や中川が登場し、1番と3番には校名の「第五大島」が含まれている。

## 沿革
- 1958年（昭和33年）
  - 4月1日 - 江東区立第五大島小学校として、第三大島小学校から分離開校。第三大島小学校に学校機能を置く[4]。
  - 5月14日 - PTA創立総会を開催[4]。
  - 7月19日 - 大島8丁目223-5（現在地）に校舎を落成[4]。
  - 11月15日 - 開校記念式典を開催[4]。
- 1960年（昭和35年）11月16日 - 校歌を制定[4]。
- 1963年（昭和38年）3月19日 - 屋内体育館を落成[4]。
- 1964年（昭和39年）8月20日 - プールを落成[4]。
- 1969年（昭和44年）3月31日 - 第1期増改築工事を実施[4]。
- 1970年（昭和45年）4月23日 - 第2期増改築工事を実施[4]。
- 1971年（昭和46年）3月8日 - 第3期増改築工事を実施[4]。
- 1973年（昭和48年）2月15日 - 第4期増改築工事を実施[4]。
- 1979年（昭和54年）2月15日 - 校舎を増築[4]。
- 1982年（昭和57年）
  - 6月28日 - 校地を1,500平方メートル拡張のうえ、新プールを落成[4]。
  - 10月 - 友情の像を建立[4]。
- 1987年（昭和62年）1月20日 - 校庭を全面的に改修[4]。
- 1993年（平成5年）11月1日 - コンピュータ室を設置。図書室を移転[4]。
- 1999年（平成11年）4月 - 江東区教育委員会インターネット活用調査研究校に指定される[4]。
- 2002年（平成14年）
  - 4月 - 14、15年度東京都ティーチングアシスタントモデル校に指定される[4]。
  - 6月 - 校帽を制定[4]。
- 2005年（平成17年）10月 - 土曜学習を開始[4]。
- 2006年（平成18年）7月 - 校舎の耐震工事に伴い、プレハブ校舎へ移転（2007年2月まで）[4]。
- 2007年（平成19年）4月1日 - 3学期制から2学期制へ移行[4]。
- 2008年（平成20年）1月 - 放課後子ども教室「げんきっず五大」を開設[4]。
- 2016年（平成28年）4月1日 - 校舎改築に伴い、大島5丁目52-15の仮校舎へ移転[4][5]。
- 2018年（平成30年）
  - 4月 - 特別支援学級「仲よし学級」を開設[4]。
  - 7月 - 新校舎を落成し、移転[4]。

## 施設概要
主な施設。
- 校舎
- 屋内運動場
- プール
- 校庭

校地面積は6,687.36平方メートルである。

## 進学先の中学校
- 江東区立大島中学校[2]

## アクセス

### 鉄道
- 都営地下鉄新宿線 - 東大島駅から徒歩で約4分

### バス
- 都営バス「第五大島小学校前」停留所下車

## 周辺
- 大島小松川公園
- 中川船番所資料館
- 江東区東大島文化センター
- 宝塔寺